# Санчес-Сильва, Хосе Мария
Хосе Мария Санчес-Сильва-и-Гарсиа-Моралес (исп. José María Sánchez-Silva y García-Morales; 11 ноября 1911, Мадрид — 13 января 2002, там же) — испанский детский писатель. Является единственным испанским писателем, удостоенным премии имени Х. К. Андерсена.

## Биография
Родился в Мадриде, его отец был журналистом, писал в журнале Земля, а мать — поэтом. Хосе не было и десяти лет, когда он остался совсем один: мать умерла, отец пропал без вести. Хосе-Мария был отдан в сиротский приют — Мадридскую школу Брауна. В приюте Санчес-Сильва научился быстро печатать на машинке и выучил стенографию, благодаря чему после окончания школы молодого выпускника устроили в ратушу секретарём. В 1934 году Санчес-Сильва опубликовал свою первую книгу Человек в шарфе.
Во время Гражданской войны в Испании Санчес-Сильва остался в Мадриде, работая в подпольной организации Falange до тех пор, пока войска Ф.Франко не вошли в город. В 1939 году стал главным редактором мадридского журнала «Арриба», позднее редактировал журнал «Си» и получил за это премию имени Франсиско де Салеса. Хосе-Мария получил известность благодаря написанной им детской книге «Марселино, хлеб и вино», экранизированной в 1955 году венгерским режиссёром Ладислао Вайдой. Этот фильм имел большой успех. В 1968 году Санчес-Сильва получил премию имени Х. К. Андерсена, а в 1957 году — Национальную премию по литературе.

## Творчество
Трилогия «La buritta Non» («Маленький ослик без пары») — о животных. В ней Санчес Сильва пытается объяснить детям, что животные не получают никаких наград, кроме доброго отношения и любви. Тема животных продолжена в произведениях «Un gran pequeno» («Большой малыш») и «Segundo verano de Ladis» («Второе лето Ледис»). Для Санчеc-Сильва волшебство, делающее жизнь интересной, непредсказуемой и весёлой, заключено в самой реальности. Эта идея лежит в основе следующей трилогии. У мальчика, героя первой книги — «?Adios, Josefina!» («Прощай, Хосефина»), есть воображаемый друг — кит. Взрослея, мальчик расстается с детством и Хосефиной — китом. Вторая книга — «El espejo habitado» («Жизнь в зеркале») — рассказывает историю девочки, которая прожила три сна в зазеркалье.
За редким исключением, главными темами Санчес-Сильва остаются семья, отношения между людьми, животные; он использует нечто вроде «магического реализма», чтобы сказать юным читателям главное о своей работе, поэзии, веселье и правде. Его важнейшие книги — о человеческих отношениях, главная среди них — «Луисо». Это роман об опасной жизни ребёнка в семье торговых моряков.